# Károly Kisfaludy
Károly Kisfaludy (Tét, 5 febbraio 1788 – Pest, 21 novembre 1830) è stato uno scrittore, drammaturgo e pittore ungherese, fondatore del dramma nazionale ungherese e anche il primo drammaturgo ungherese ad ottenere una grande popolarità.

## Biografia

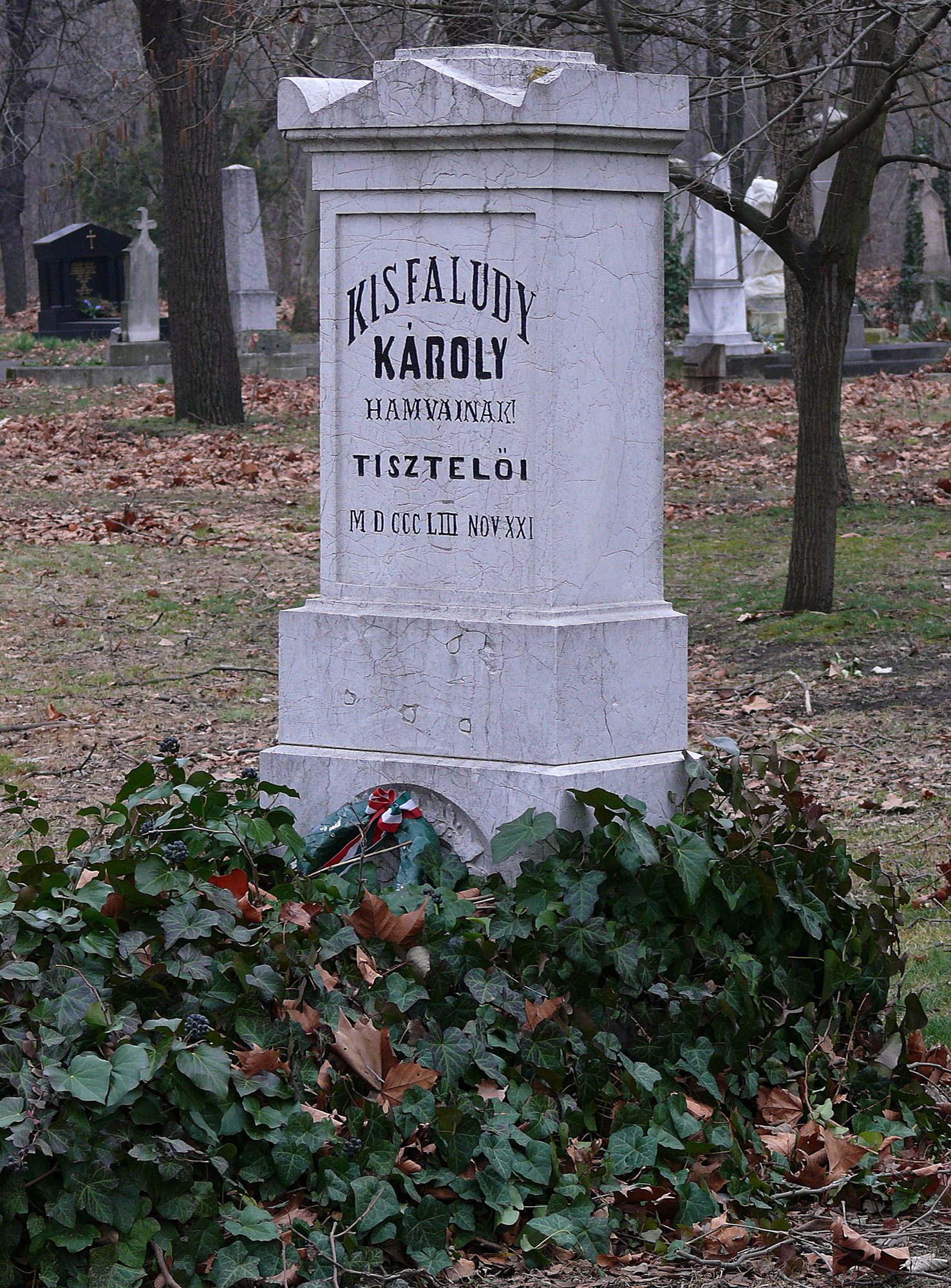
Lapide di Károly Kisfaludy al cimitero di Kerepesi

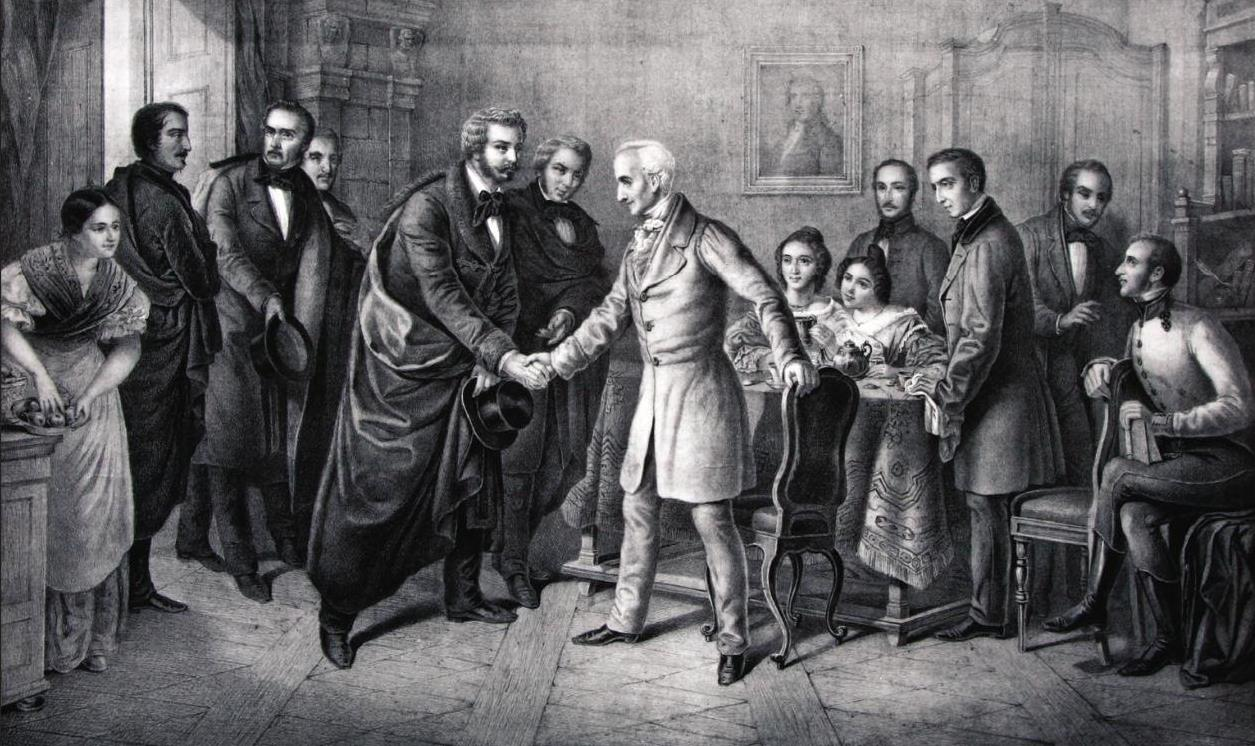
Primo incontro di Ferenc Kazinczy e Károly Kisfaludy nel 1828

Kisfaludy fu uno dei principali artefici dell'organizzazione dell'ambiente culturale di Budapest.
Kisfaludy apparteneva alla corrente liberale e riformatrice della nobiltà ungherese.
La madre morì dopo averlo partorito, e questo drammatico evento rese problematici i suoi rapporti con il padre.
Kisfaludy abbandono la scuola a sedici anni per diventare un soldato, entrando nell'esercito come cadetto nel 1804. Fece servizio attivo in Italia, Serbia e Baviera (1805-1809) e combatté nelle guerre napoleoniche.
Nel 1811, durante il suo soggiorno viennese, studiò pittura all'Accademia di belle arti di Vienna, e oltre a dipingere si dedicò alla scrittura di un dramma storico, A tatárok Magyarországon ("I tartari in Ungheria"). Solamente otto anni dopo, quando fu eseguito da una compagnia teatrale, dapprima a Fehervar, una città di provincia, e successivamente a Pest, diventò popolare, così come il suo autore.
Kisfaludy soggiornò anche in Italia, nel 1815, per approfondire le sue conoscenze artistiche.
Fondò nel 1821 l'almanacco letterario Auróra, tramite il quale, assieme ai migliori scrittori dell'epoca, diede il suo apporto alla diffusione del primo Romanticismo ungherese, che si caratterizzò per la predilezione della libera ispirazione creata dagli slanci patriottici e per la celebrazione delle tradizioni nazionali.
Queste furono le basi e gli elementi della sua produzione letteraria costituita dalle commedie A Proci ("I Proci"), A pártütők ("I sediziosi", 1819), A kérők ("I pretendenti", 1817), Csalódások ("Delusioni", 1828), dai popolarissimi drammi patriottici-romantici A tatárok Magyarországon ("I tartari in Ungheria", 1811), Ilka, Maria Szécsi (1817), le tragedie Chiara Zách (1812), Iréne (1820), presenti ancora oggi nel repertorio teatrale ungherese, i drammi patriottici lirici Simone Kemény (1820), Michele Szilágyi, i poemi drammatici Barátság és nagylelkűség ("Amicizia e magnanimità" 1820), i drammi orientali Nelsor e Armida.
Kisfaludy fu il fondatore della scuola degli umoristi magiari ed ebbe il merito di aver risvegliato e nazionalizzato la letteratura magiara.
Kisfaludy diede il nome alla più importante società letteraria ungherese, la Kisfaludy Társaság.
Anche il fratello di Kisfaludy, Sándor (1772-1844), si rivelò uno scrittore di buon talento e originalità, grazie alla pubblicazione, in due parti, di Himfy szerelmei ("Gli amori di Himfy"), opera ispirata da Petrarca: Kesergő szerelem ("L'amore doloroso", 1801) e Boldog szerelem ("L'amore felice", 1807). Divenne popolare con le sue romanze-ballate, Csobánc, Tátika e Somló, incentrate sulla descrizione dei castelli antichi dell'Ungheria occidentale, incluse nel libro Regék a magyar előidőkből ("Saghe dei tempi antichi ungheresi", 1807).

## Opere principali

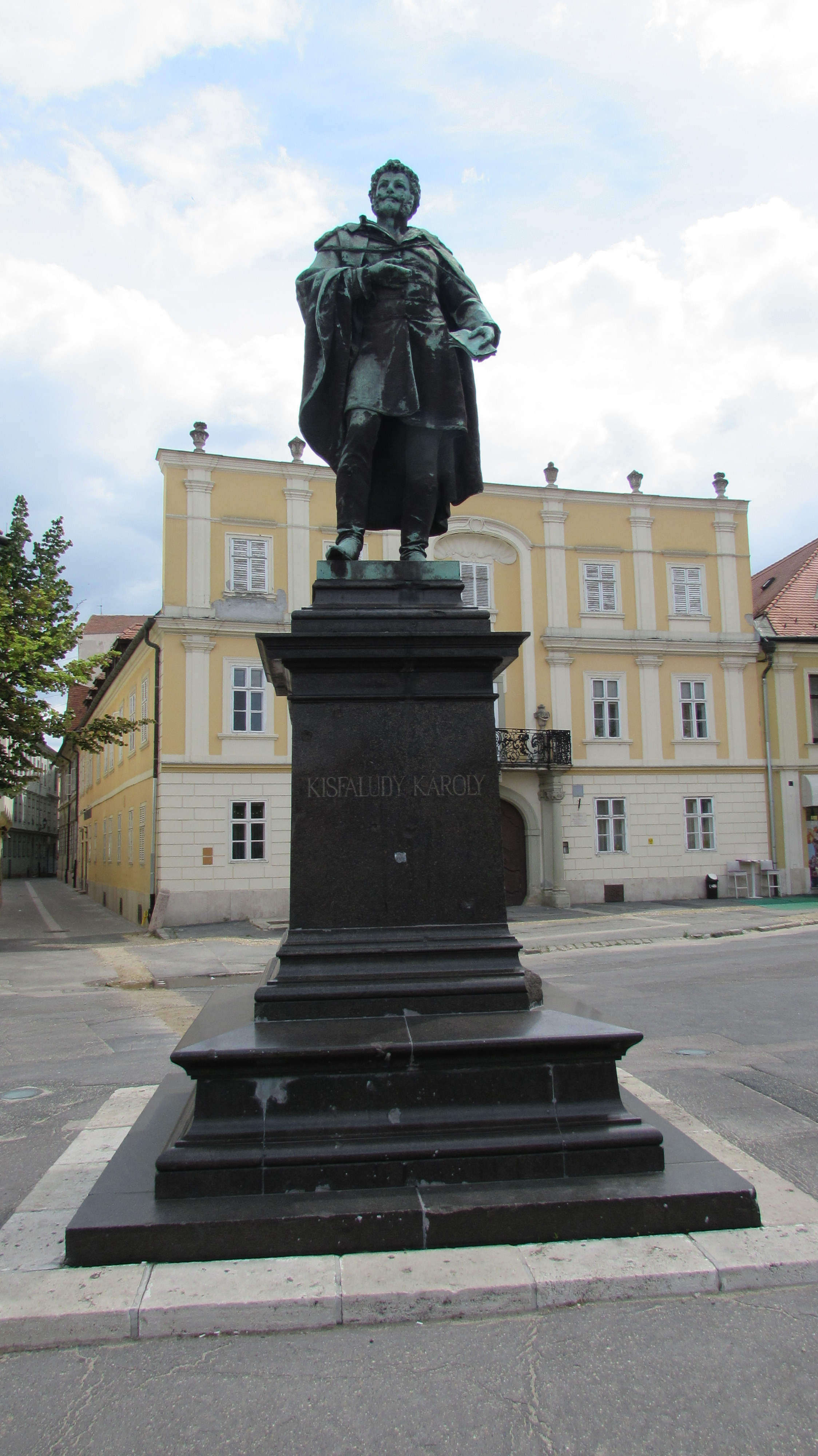
Monumento dedicato a Kisfaludy in Győr

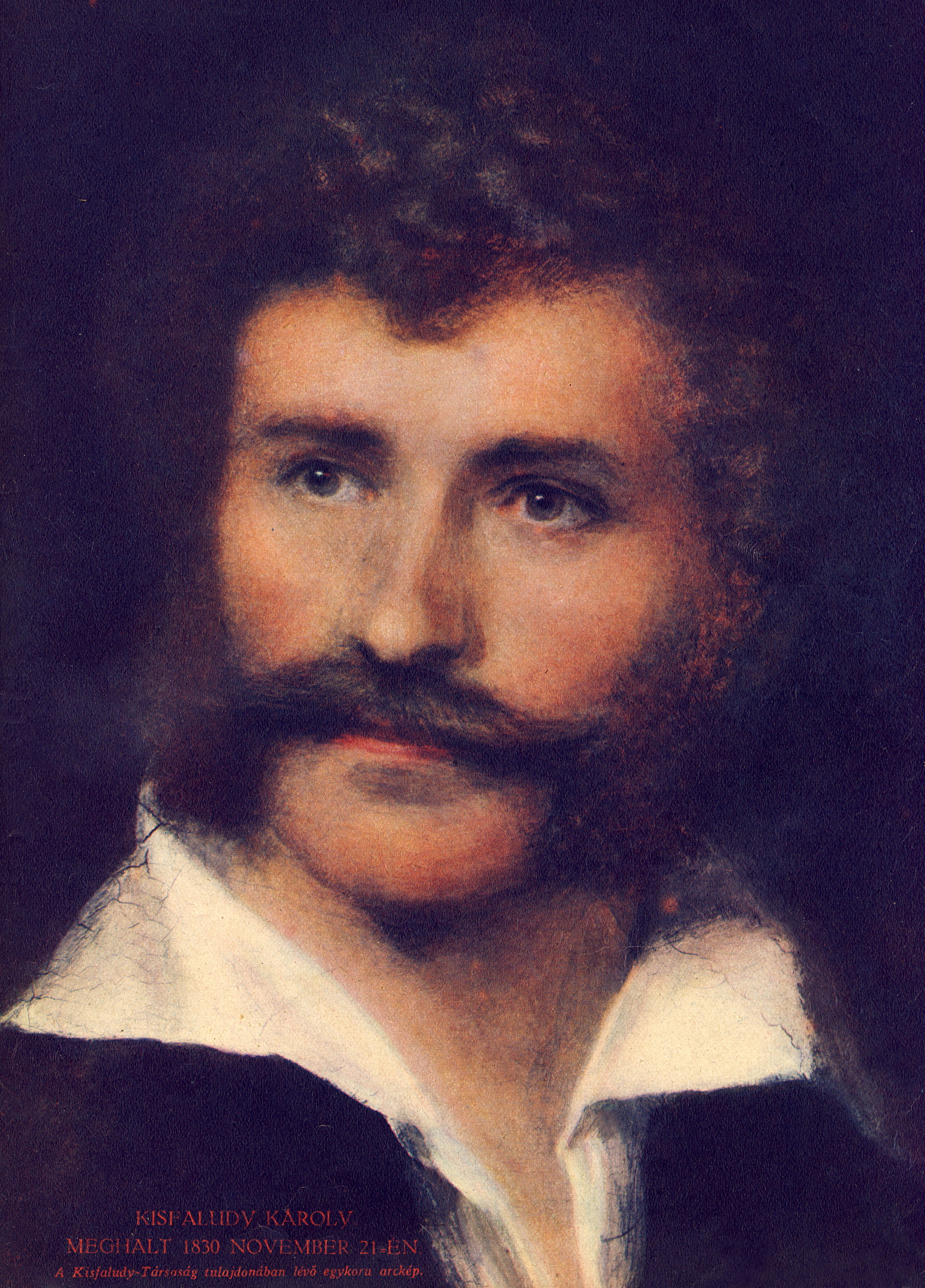
Ritratto di Károly Kisfaludy

### Letteratura
- Hadi ének Olaszországban, (1805, poema);
- A gyilkos, (1808, tragedia);
- A tatárok Magyarországon, (1809, dramma);
- Műfordítások, (1812, traduzioni tedesco - ungherese);
- Szécsi Mária, (1817, dramma);
- A kérők, (1817, commedia);
- Stibor vajda, (1818, dramma);
- A pártütők, (1819, commedia);
- Ilka vagy Nándorfehérvár bevétele, (1819, dramma);
- Kemény Simon, (1820, dramma);
- Barátság és nagylelkűség, (1820, poema drammatico);
- Iréne, (1820, tragedia);
- Auróra, (dal 1820, annali in formato tascabile);
- A vérpohár, (1822, novella);
- Tollagi Jónás Pesten, (1822, novella);
- Barátság és szerelem, (1822, novella);
- Sulyosdi Simon, (1823, novella);
- Mit csinál a gólya?, (1823, novella);
- Mohács, (1824, elegia);
- Tihamér. Sok baj semmiért. Andor és Juci, (1824, novelle);
- Mátyás diák, (1825, commedia);
- Kritikai jegyzetek, (1826);
- Xéniák, (1826, epigrammi);
- A betegek, (1826, commedia);
- Leányőrző, (1826, dramma);
- Tollagi Jónás mint házas, (1826, dramma);
- Kénytelen jószívűség, (1827, commedia);
- Szeget szeggel, (1827, commedia);
- Hűség próbája, (1827, commedia);
- Csalódások, (1828, commedia);
- Hős Fercsi, (1828, novella);
- Nem mehet ki a szobából, (1828, dramma);
- Három egyszerre, (1829, commedia);
- Csák Máté, (1830, tragedia).

### Pittura
- Ivóban, ("Nella taverna");
- László király a cserhalmi ütközetben, ("Re László nella battaglia di Czestochowa", 1826-30);
- Éjjeli szélvész, ("Venti della notte", 1820);
- Tengeri vész, ("Relitto marino", 1820).